# Hans-Joachim Böhme (ministre)
Pour les articles homonymes, voir Hans-Joachim Böhme et Hans-Joachim Böhme (Politburo).
Hans-Joachim Böhme, né le 25 avril 1931 et mort le 11 mai 1995 à Berlin est un homme politique est-allemand. Il est ministre de l'Enseignement supérieur et technique de 1970 à 1989.

## Biographie
Entre 1950 et 1953, Hans-Joachim Böhme étudie la pédagogie à l'université de Leipzig. En 1952, il rejoint le SED. Jusqu'en 1966, il est assistant, enseignant et fonctionnaire du SED à l'université de Leipzig. Entre 1966 et 1968, il est le chef de la section étudiante de l'ambassade de la RDA à Moscou.
Entre 1968 et 1970, il est secrétaire d'État et vice-ministre. En 1970, succédant à Ernst-Joachim Gießmann, il devient ministre de l'Enseignement supérieur et technique Il a également été candidat en 1971, et en 1973, pour devenir membre du Comité central du SED.
En 1970, il devient professeur à l'université Humboldt de Berlin et en 1981 doctor honoris causa de l'université de Leningrad.

## Distinctions
Hans-Joachim Böhme est décoré en 1969 (bronze), 1980 (argent) et 1981 (or) de l'ordre du mérite patriotique.

## Sources
- (de) Cet article est partiellement ou en totalité issu de l’article de Wikipédia en allemand intitulé « Hans-Joachim Heusinger » (voir la liste des auteurs).